# 박헌룡
박헌룡(1952년 7월 7일 ~)은 1970년대에 활동했던 대한민국의 가수다.

## 음반
- 사랑의 이야기 (1977)
- 가로등 (1978)

### 원 플러스 원
- 당신의 모든 것을 (1973)
- 애니의 노래 (1975)